# Antígua e Barbuda nos Jogos Pan-Americanos de 2007
Antígua e Barbuda competiu nos Jogos Pan-Americanos de 2007 no Rio de Janeiro, no Brasil. 

## Atletas por esporte
- Atletismo (5)
- Tênis (2)
- Tiro esportivo (2)

## Medalhas

### Ouro
Atletismo - 200 metros masculino
- Brendan Christian

### Bronze
Atletismo - 100 metros masculino
- Brendan Christian

Atletismo - salto em altura masculino
- James Grayman

## Desempenho

### Atletismo
100 metros masculino
- Brendan Christian - Série 2: 10s34, Semifinal 2: 10s24, Final: 10s26 →  Bronze
- Daniel Bailey - Série 4: 10s46, Semifinal 1: DNF → eliminado

100 metros feminino
- Sonia Williams - Série 1: 11s89 → eliminada

200 metros masculino
- Brendan Christian - Série 1: 20s51, Semifinal 1: 20s33, Final: 20s37 →  Ouro

Salto triplo masculino
- Ayata Joseph - 15m73cm → 8º lugar

Salto em altura masculino
- James Grayman - 2m24cm →  Bronze